# Maytenus curranii
Maytenus curranii är en benvedsväxtart som beskrevs av Blake. Maytenus curranii ingår i släktet Maytenus och familjen Celastraceae. Inga underarter finns listade.